# Bandera de la Superación y la Discapacidad

Erste Variante der „Bandera de la Superación y la Discapacidad“ („Flagge der Überwindung und Behinderung“)

Die Bandera de la Superación y la Discapacidad (deutsch: Flagge der Überwindung und Behinderung) wurde von ihrem Schöpfer, Eros Recio aus Valencia, dem ersten professionellen Tänzer mit Down-Syndrom, 2017 unter dem Namen Bandera de la Discapacidad der Öffentlichkeit vorgestellt. Am 19. Dezember 2019 wurde der Name in Bandera de la Superación y la Discapacidad geändert. Vexillologen (Fahnenkundler) bezeichnen die Flagge auf Englisch als Disability flag bzw. Flag of disabilities.

## Bedeutung
Die Flagge soll ein Symbol für die Gesamtheit der Menschen mit Behinderungen sein. Sie soll auch den Kampf für die Rechte von Menschen mit Behinderungen, den Stolz auf den Behindertenstatus („Disability Pride“) und den paralympischen Sport symbolisieren.
Die Farben der Flagge sind nach Angaben des Designers von den Paralympischen Spielen inspiriert, da viele diese als das wichtigste und relevanteste Ereignis für Menschen mit Behinderungen bewerten. In diesem Zusammenhang sollen nicht die wettbewerbsorientierten und meritokratischen Aspekte der Sieger ehrenden Veranstaltung betont werden. Es geht nicht darum, das von Rebekka Maskos kritisierte gängige Deutungsmuster des bewunderten „Helden mit Behinderung“ zu bestätigen, der Eros Recio durchaus ist. Die Farben Gold, Silber und Bronze sollen zwar auch für die Überwindung diskriminierender Widrigkeiten stehen, mit denen Menschen mit Behinderung in der Gesellschaft konfrontiert werden. Sie sollen aber vor allem dafür stehen, dass die Gemeinschaft der Menschen mit Behinderung im Kampf um ihre Rechte Siege erzielt hat und die neuen Errungenschaften verteidigen kann. Diese Haltung ist Ausdruck des Stolzes, den die Disability Pride-Bewegung zum Ausdruck bringt und propagiert.
Die drei Farben sollen Eros Recio zufolge darüber hinaus auch die Hauptformen der Behinderung symbolisieren.

## Standardisierung der Farbtöne
Anders als etwa bei Nationalflaggen variiert bei verschiedenen Exemplaren der Flagge ihr genauer Farbton, obwohl Eros Recio seine Schöpfung durch den „Registro de la Propiedad Intelectual“ schützen ließ. So gibt es Exemplare (z. B. die von Ivan Sache am 2. November 2018 überarbeitete Variante), in denen „Silber“ nicht in einer Art hellgrau, sondern in weiß wiedergegeben ist und in denen die Metallfarbe „Bronze“ deutlich dunkler ausfällt als in der Ursprungsvariante.

## Geschichte
Vom 1. bis zum 3. Dezember 2017 fand im Ministerium für Kultur in Lima (Peru) das „Erste Lateinamerikanische Treffen zur Behinderung, Kultur und sozialer Verantwortung“ statt. Am dritten Tagungstag, dem Internationalen Tag der Menschen mit Behinderungen, erklärten die anwesenden Fachminister aus Staaten Lateinamerikas die damals noch „Bandera de la Discapacidad“ genannte Flagge zum Symbol aller Menschen mit Behinderung. Am selben Tag wurde ein Exemplar der Flagge dem europäischen Hauptquartier der Vereinten Nationen in Genf übergeben.  Mehrere Stadträte in Spanien haben diese Flagge offiziell ausgestellt.
Am 17. Juli 2018 trat Recio bei einer offiziellen Veranstaltung in Miami mit Unterstützung der Bryan’s Art Foundation auf, einer Organisation von Künstlern mit Behinderungen in den USA.
Am 3. Dezember 2018 wurde die Flagge von der Foment d’Esportistes amb Reptes (FER), einer olympischen und paralympischen Sportorganisation in Spanien, als Symbol für alle Menschen mit Behinderungen angenommen.
Eine Petition, der zufolge die „Bandera de la Discapacidad“ am 3. Dezember jedes Jahres öffentlich gezeigt werden solle, fand 164 Unterstützer, die die Petition unterzeichneten.
Es gibt auch eine Medienpräsenz (Recios und) der Flagge in anderen spanischsprachigen Ländern, z. B. in Mexiko.
Eine wesentliche Rezeption der Flagge und der Bestrebungen, sie zum weltweiten Symbol für die Menschen mit Behinderung zu machen, ist im deutschsprachigen Raum bisher nicht festzustellen.

## Einfluss von „Disability Pride“
Die Bedeutung und das Konzept der Flagge haben sich im Laufe der Zeit weiterentwickelt. Ihre Verbreitung in westlichen Ländern ist durch die Verbindung mit sozialen Bewegungen zu erklären, besonders mit der „Disability Pride“-Bewegung. Das Design der Flagge ist durch die Regenbogenfahne inspiriert.
Diese Bewegung hat ihre Wurzeln in den Aktivitäten anderer Minderheiten wie der Bürgerrechtsbewegung in den USA und der Gay-Pride-Bewegung. Die erste Disability Pride Parade in den Vereinigten Staaten fand 1990 in Boston (Massachusetts) statt. Seitdem finden Disability Pride Parades in vielen Orte in den USA statt. Auch in anderen Ländern wie Norwegen, Vereinigtes Königreich, Südkorea und Deutschland gibt es inzwischen Disability Pride-Paraden.
Die Chicagoer Disability Pride Parade beschreibt die Ziele dieser Parade in ihrem Leitbild:
- Änderung der Art und Weise, wie Menschen über Behinderung denken und den Begriff „Behinderung“ definieren.
- Beendigung des Empfindens von Scham von Menschen mit Behinderungen.
- Förderung der Idee in der Gesellschaft, dass Behinderung ein und grundlegender Bestandteil der menschlichen Vielfalt ist, auf die Menschen mit Behinderungen stolz sein können.[24]

Diese Ideen inspirierten die Schaffung einer Flagge, die die Gemeinschaft der Menschen mit Behinderung weltweit symbolisieren und nicht nur bei Disability Pride-Veranstaltungen verwendet werden soll.

## Beziehung zu Eros Recio
Eros Recio, der Schöpfer der Flagge, erklärte 2017, dass die Idee der Flagge entstanden sei, nachdem ihm bewusst geworden sei, dass es noch keine Flagge gab, die Menschen mit Behinderungen als Gruppe symbolisiere.
Am 12. Dezember 2019 nahm Eros Recio an einem offiziellen Akt der „Escuela del Arte de la Seda“ (Große Seidenkunstschule) in Valencia teil, durch den eine „Bandera de la Superación y la Discapacidad“ aus Seide der Ausstellung hinzugefügt wurde. Aus diesem Anlass bekräftigte Recio in einer von ihm vorgetragenen Rede seine Aussage, dass diese Flagge alle Menschen mit Behinderungen repräsentiere. Wörtlich sagte er:

«Es un gran orgullo que la institución del Colegio del Arte Mayor de la Seda, que en su día fue el motor industrial de toda la Valencia, haya solemnizado la bandera con la seda genuina de nuestra tradición más arraigada. Con esta bandera vamos a dar al mundo un mensaje de inclusión, solidaridad y libertad. Muchas gracias en nombre de todas las personas con discapacidad del planeta.»

„Es erfüllt mich mit großem Stolz, dass die Einrichtung der Großen Seidenkunstschule, die seinerzeit der Industriemotor von ganz Valencia war, die Flagge mit der echten Seide unserer tief verwurzelten Tradition gefeiert hat. Mit dieser Flagge geben wir der Welt eine Botschaft der Inklusion, Solidarität und Freiheit. Vielen Dank im Namen aller Menschen mit Behinderungen auf dem Planeten.“

Während des Festakts in der Großen Seidenkunstschule wurde mitgeteilt, dass die Flagge einen Namenszusatz erhalten habe, und zwar „Flagge der Überwindung“. Der Grund dafür liegt in der Absicht, den inspirierenden Charakter der Flagge hervorzuheben und die für ableistische Diskriminierung typische Ausgrenzung angeblich „Unfähiger“ zu vermeiden.
Darüber hinaus wurden mehreren Teilnehmern, darunter José María Chiquillo, dem Präsidenten des Internationalen Netzwerks der Seidenstraßen der UNESCO, und der Schriftstellerin Carmen Carrasco, kleine „Flaggen der Überwindung und Behinderung“ als Anerkennung ihres Einsatzes für die Flagge überreicht.